# Bavua Ntinu André
Bavua Ntinu André (Mbanza-Ngungu, Congo Central; 22 de marzo de 1939 - Mbanza-Ngungu, Congo Central; 5 de octubre de 2013), fue un practicante de artes marciales e iniciador de los deportes japoneses (karate y judo) en la República Democrática del Congo conocido como el gran maestro Bavua Ntinu Decantor, fundador de la escuela nacional de artes marciales (ENAM) y líder supremo del Poder Espiritual de la Verbo (PSV) del que también es fundador y primer líder espiritual de la organización.